# Butch Hartman
Elmer Earl "Butch" Hartman (Highland Park, Michigan, 1965. január 10. –) amerikai animátor, youtuber, illusztrátor és szinkronszínész. Legnépszerűbb saját gyártású sorozata a Nickelodeonnak készített Tündéri keresztszülők, de ő alkotta meg a Danny Phantomot, a S.T.R.A.M.M. – A kém kutyát és a Bunsen, a bestiát is. Legutóbbi sorozata a HobbyKids Adventures, ami 2019-ben indult a YouTube-on.

## Fiatalkora
Hartman a michigani Highland Parkban született. A Butch becenevet gyerekként kapta meg, majd felnőttként folytatta a név viselését. Gyerekkorát a michigani Roseville-ben, tinédzserkorát pedig New Baltimore-ban töltötte, az itteni Anchor Bay High School-ban végzett 1983-ban, majd a California Institute of the Arts-ban folytatta a tanulmányait.

## Magánélete
Hartman jelenleg a kaliforniai Bell Canyonban él a feleségével, Julieann-nel és két lányával, Carly-val és Sophia-val.

## Botrányok
Az utóbbi években, főleg a Nickelodeontól való távozása óta több botrányba is keveredett. Például akkor, amikor Kickstarter kampányt indított az "OAXIS Entertainment" streaming szolgáltatása elindítása érdekében, amelyet ő "családbarát alternatívaként" aposztrofált. Miután megszerezte a kellő mennyiségű pénzt, felfedte, hogy a szolgáltatás keresztény jellegű lesz, amelyről egy szó sem volt az oldalon. Később azonban tisztázta, hogy bár a hit továbbra is szerepet játszik az életében, az OAXIS nem lesz hit alapú.
2021-ben plágiummal vádolták, amikor az Attack on Titan manga egyik szereplőjét, Mikasa Ackermant rajzolta le, ugyanis hasonlóságot nyújtott egy 2018-as rajzzal. A művész megerősítette, hogy nem adott engedélyt Hartmannek.

## Filmográfia

### Filmek
| Év   | Cím                                        | Szerep            | Megjegyzés                 |
| ---- | ------------------------------------------ | ----------------- | -------------------------- |
| 1986 | Egérmese                                   |                   | In between artist          |
| 1992 | California Hot Wax                         | Eddie             |                            |
| 1994 | Scooby-Doo és az arábiai lovagok           |                   | karakterdizájner           |
| 1995 | Pocahontas                                 |                   | Video reference cast       |
| 1997 | Karácsonyi kívánság                        |                   | Storyboard artist DVD-film |
| 1998 | Adventures in Odyssey: Baby Daze           |                   | Storyboard artist          |
| 1998 | Adventures in Odyssey: A Stranger Among Us |                   | Storyboard artist          |
| 2005 | A bűvös körhinta                           |                   | író                        |
| 2011 | Nőj fel, Timmy Turner!                     | Pincér            | író                        |
| 2012 | Egy tündéri karácsony                      | Christmas Caroler | történet és forgatókönyv   |
| 2014 | Tündéri keresztszülők csodálatos nyaralása | Őrült fickó       | író                        |

### Televíziós sorozatok
| Év        | Cím                        | Szerep                                            | Megjegyzés |
| --------- | -------------------------- | ------------------------------------------------- | --- |
| 1985      | Body Language              | versenyző                                         | 4 epizód |
| 1985–1986 | It’s Punky Brewster        |                                                   | modellek |
| 1987      | Growing Pains              | Robert Jordan                                     | 3. évad 5. rész: "Michaelgate"                                                                                               |
| 1988      | Just the Ten of Us         | Rod Grossman                                      | 1. évad 4. rész: "Close Encounters"                                                                                          |
| 1988      | Rendőrakadémia             |                                                   | modellek |
| 1988–1989 | Days of our Lives          | Henry Jake                                        | |
| 1989      | Dini, a kis dinoszaurusz   |                                                   | Storyboard artist |
| 1990      | Piggsburg Pigs!            |                                                   | kulcsmodell dizájner |
| 1991–1993 | Tom és Jerry gyerekshow    |                                                   | karakterdizájner |
| 1993      | Droopy, a mesterdetektív   |                                                   | dizájner |
| 1995      | Micsoda rajzfilm!          |                                                   | alkotó: "Pfish & Chip", & "Gramps"; író/rendező "Hillbilly Blue"                                                             |
| 1996–1997 | Dexter laboratóriuma       |                                                   | író/storyboard artist/háttérdizájner/layout artist                                                                           |
| 1997–1999 | Johnny Bravo               |                                                   | Storyboard artist/történetíró/rendező                                                                                        |
| 1997      | Boci és Pipi               |                                                   | modellek/storyboard artist                                                                                                   |
| 1997      | Én vagyok Menyus           |                                                   | modellek/storyboard artist                                                                                                   |
| 1998–2001 | Oh Yeah! Cartoons          |                                                   | alkotó: "Tündéri keresztszülők" and "Dan Danger"; rendező/producer: "Terry and Chris"; rendező/storyboard artist: "Zoomates" |
| 1999–2002 | Family Guy                 | Jonathan Weed / további hangok                    | 8 epizódok |
| 2001–2017 | Tündéri keresztszülők      | Dr. Rip Studwell / további hangok                 | alkotó/történet/író/rendező/storyboard artist/szinkronszínész/főcímzeneszerző/vezető producer                                |
| 2004–2007 | Danny Phantom              | Focis bemondó ("What You Want" című rész)         | alkotó/történet/író/storyboard artist/rendező/főcímzeneszerző/vezető producer                                                |
| 2010–2015 | S.T.R.A.M.M. – A kém kutya | Weaselman ügynök / Rodentski ügynök / Escape Goat | alkotó/történet/zeneszerző/szinkronszínész/vezető producer/író/storyboard artist/rendező                                     |
| 2013      | Big Time Rush              | Önmaga                                            | vendégszereplő a "Big Time Cartoon" című részben vendéganimátor a "Big Time Christmas" című részben                          |
| 2013      | Jinxed                     |                                                   | további művész |
| 2017–2018 | Bunsen, a bestia           |                                                   | alkotó/író/storyboard artist/vezető producer/főcímzeneszerző                                                                 |

### Internetes produkciók
| Év    | Cím                    | Szerep                                     | Megjegyzés                                                                                          |
| ----- | ---------------------- | ------------------------------------------ | --------------------------------------------------------------------------------------------------- |
| 2017  | The Fairly Odd Phantom |                                            | internetes rövidfilm, ami egyesíti Butch Hartman saját gyártású Nickelodeon-sorozatainak szereplőit |
| 2019– | HobbyKids Adventures   | alkotó, vezető producer, rendező, dizájner | |